# Raghbir Lal
Raghbir Lal Sharma (Rawalpindi, 15 novembre 1929 – Delhi, 7 aprile 2025) è stato un hockeista su prato indiano.

## Biografia
Partecipò a due edizioni dei Giochi Olimpici conquistando altrettante medaglie d'oro con la nazionale di hockey su prato dell'India.

## Palmarès
Olimpiadi
- 2 medaglie:
  - 2 ori (Helsinki 1952, Melbourne 1956)